# Івківці (Черкаський район)

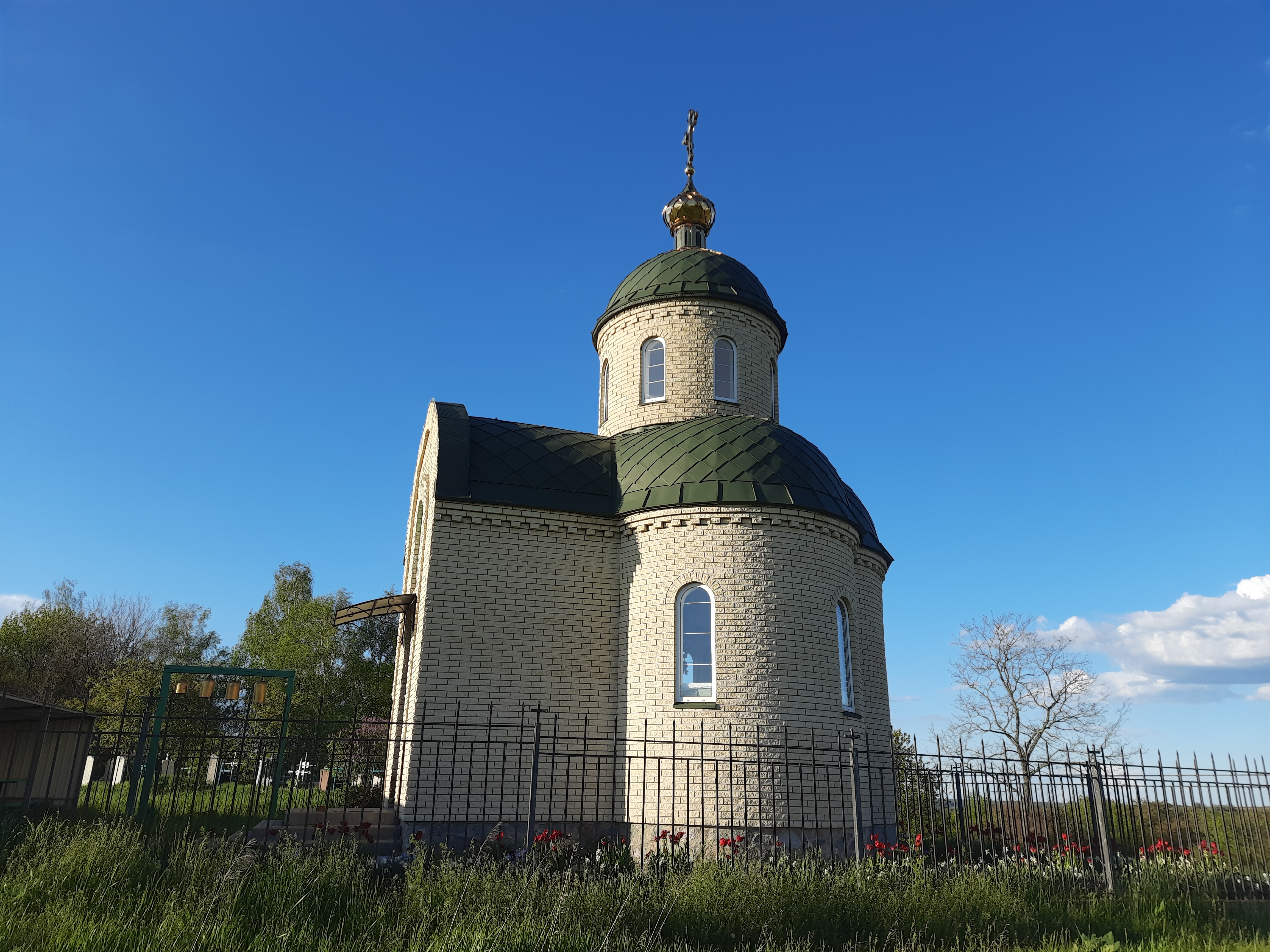
Сільська церква

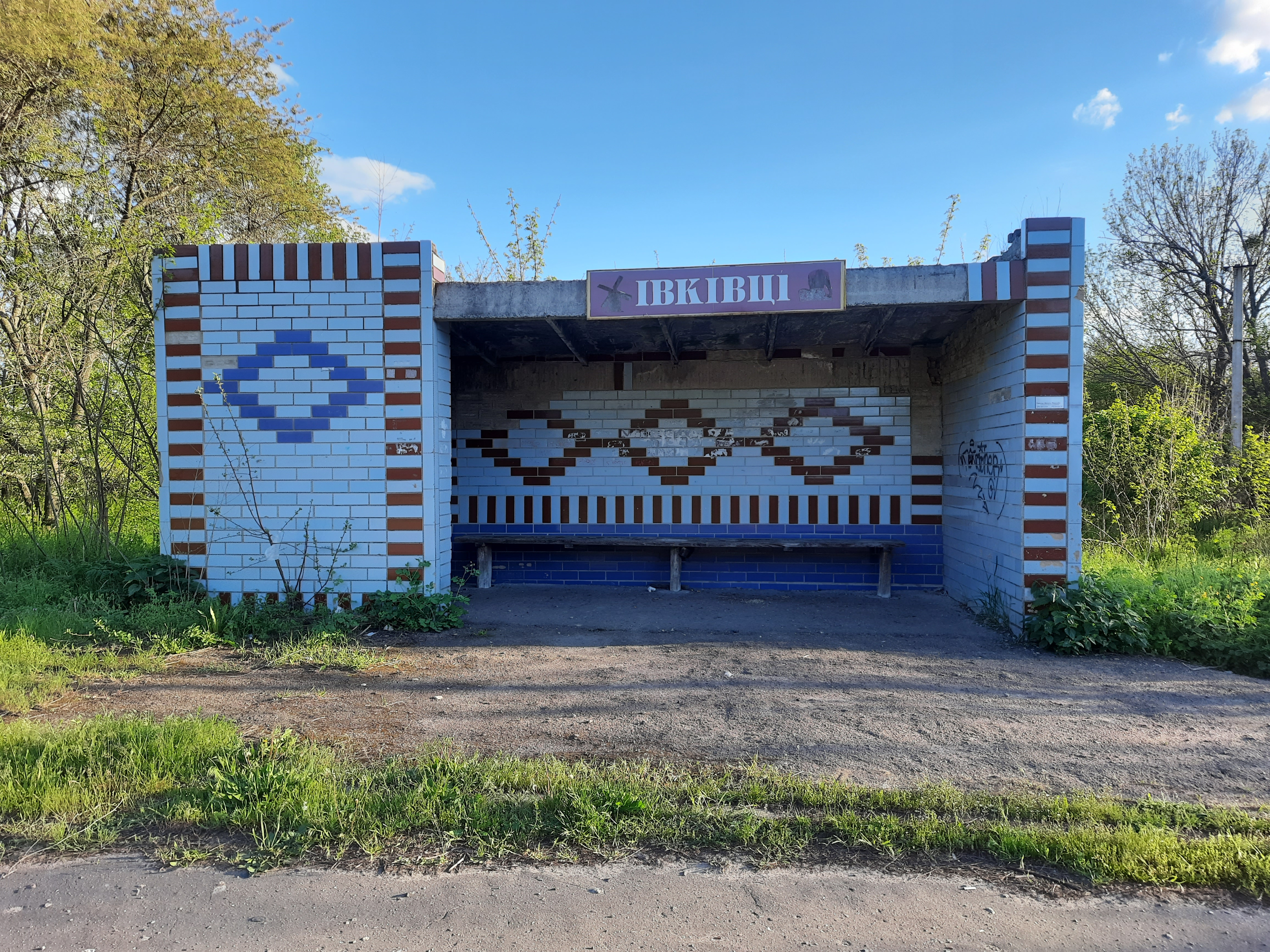
Автобусна зупинка

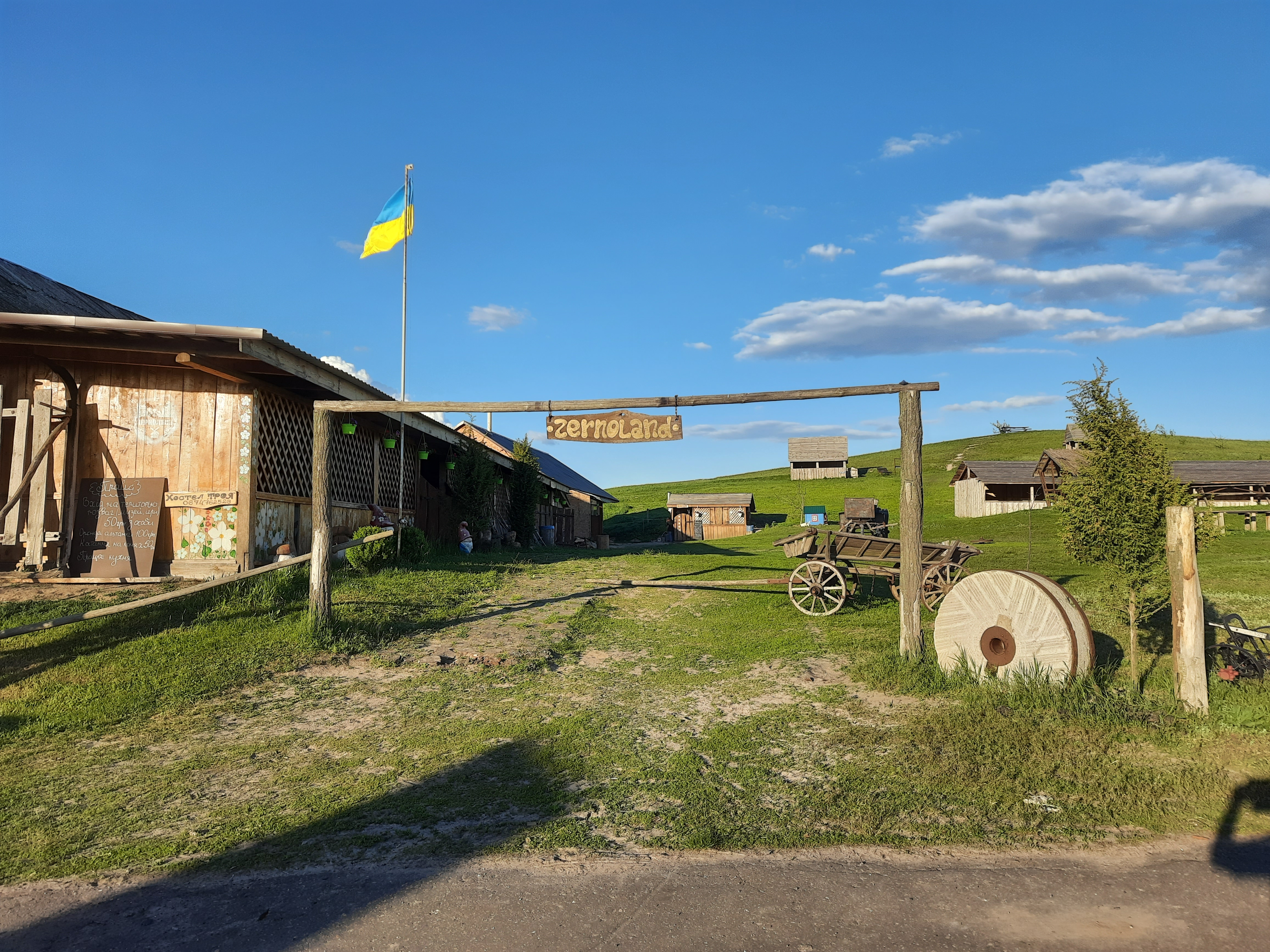
Етнографічний комплекс "Зерноленд"

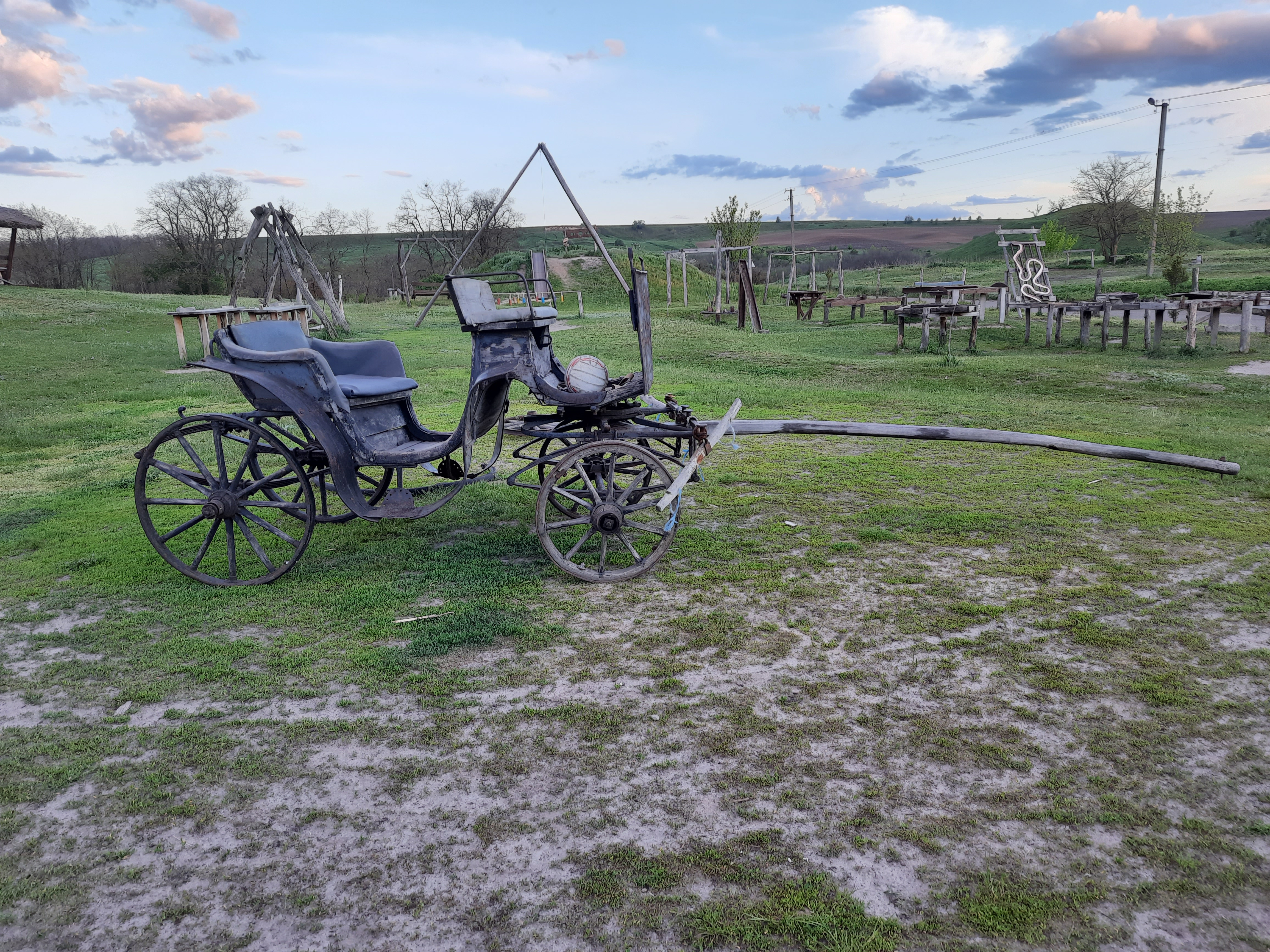
Етнографічний комплекс "Зерноленд"

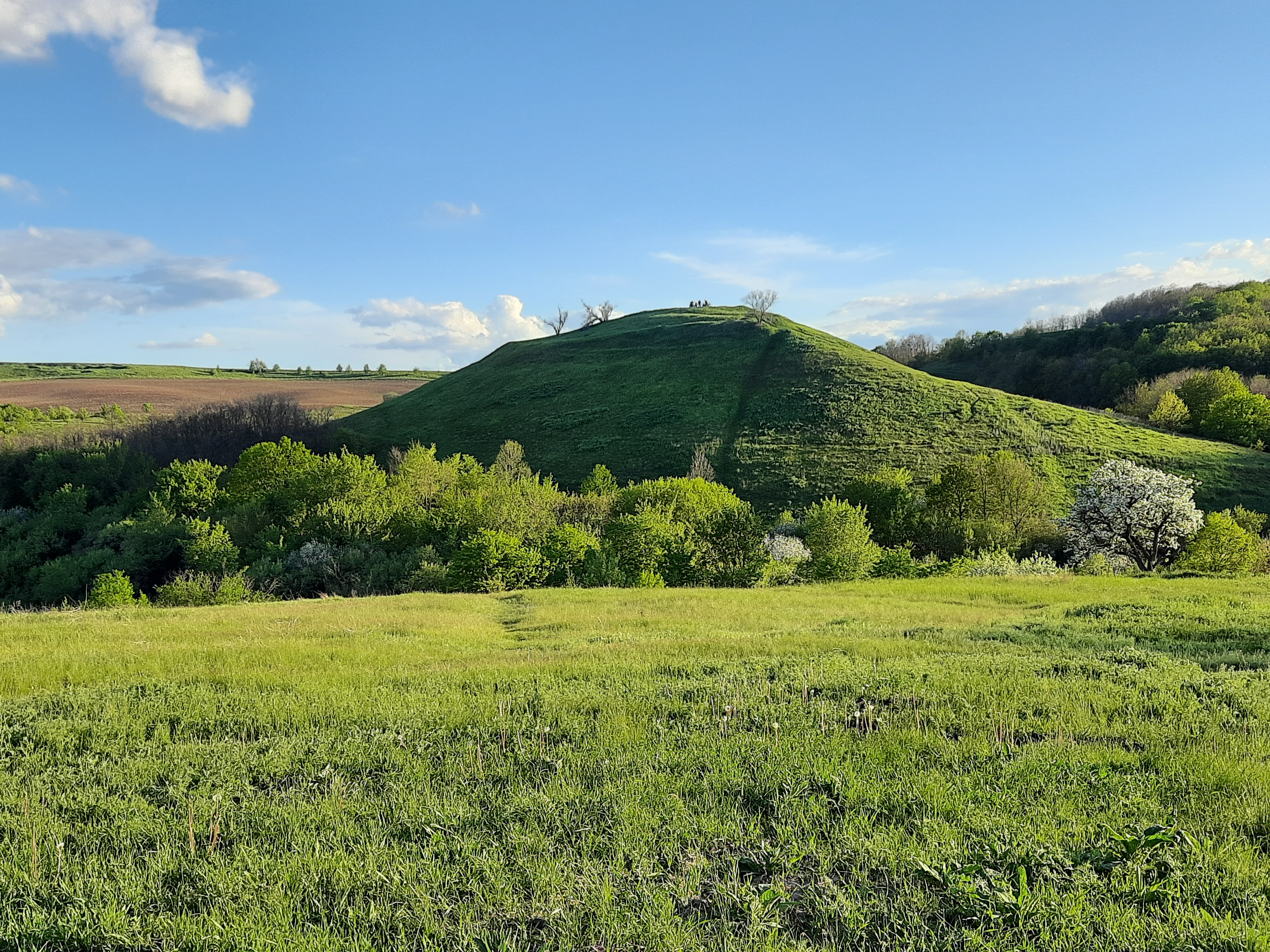
Семидубова гора біля села

І́вківці — село в Україні у Черкаському районі Черкаської області, підпорядковане Медведівській сільській громаді. 179 мешканців на 2020 рік.

## Географія
Івківці розташовані за 27 км від залізничної станції Фундукліївка та за 46 км від районного та обласного центру — міста Черкаси.
У селі бере початок річка Івківка.
На заході село сусідить із селом Головківка, на півночі з селом Медведівка, на сході з селом Новоселиця і з селом Полуднівка на півдні.

## Населення
- 402 (2001 рік)[4]
- ▼298 (2007 рік)[5]
- ▼179 (2020 рік)[1]

## Історія

### Археологічні дослідження
Першими свідченнями проживання людей на території села є виявлені археологами різночасові селища.  Володимир Антонович, у 1895 р., зафіксував на території села 5 курганів у полях, кілька поселень. У західній частині села Антонович на своїй карті позначив як курган недосліджений «Семидубову гору».
У 1951 році експедицією інституту археології академії наук УРСР під керівництвом Олексія Івановича Тереножкіна були досліджені село та його околиці. Цією експедицією за 400 м від крайніх будинків, на лівому березі річки Івка, було виявлено залишки культурного шару селища «типу полів захоронень» — дрібні уламки глиняного посуду. Через згадане селище пролягає шлях до села.
У північно-східній  частині села Тереножкіним було досліджено гору «Городище», де було зафіксовано вал, що відділяв площадку 60 на 60 м від поля. У південно-західній частині села він оглянув зазначений у Антоновича курган «Семидубова Гора». Біля підніжжя кургану та на його схилах членами експедиції було знайдено фрагменти тонкостінної, товстостінної, сірої, чорної, вохристої як ліпної так і гончарної кераміки. Як зазначав Тереножкін, визначити хронологічні та територіальні рамки колись існуючого тут селища «вельми складно». Згідно з переказами у горі є поховання військового діяча. Існує припущення, що саме там покоїться прах Богдана Хмельницького, викрадений із Іллінської церкви вірними побратимами гетьмана напередодні вторгнення у Суботів польського війська на чолі з коронним гетьманом Стефаном Чарнецьким.
За висновками археологічної експедиції 1955 року на чолі з Є. Ф. Покровською, у частині села під назвою «Дядченківка» було відмічено рештки селища перших століть н. е.
Таким чином, існування людських поселень на території с. Івківці сягає понад 2 тис. років.

### XVIIст.
У середині XVII ст. тут був хутір Лавріна Капусти, який з часом переріс у повноцінне село. У XVII — XVIII століттях село знаходилось у порубіжжі Речі Посполитої та Дикого степу. Козацькі традиції сприяли швидкому кількісному та якісному розвитку села.

### XVIIIст.

Церква в Івківцях. Художник, уродженець села, Лавріненко Іван Василович

Свідченням відродження чи появи повноцінного с. Івківці слугує зведення в селі у 1724 р. православного храму в ім'я Покрови Пресвятої Богородиці. У 1740 р. до Івківської парафіяльної належали 80 дворів у с. Івківці та 26 у с.Трушівці. Як видно із опису церкви Мельхіседеком Значко-Яворським від 23 вересня 1762 р. у Івківській Покровській церкві був православний священник Прокопій, і церква ніколи в унію не переходила.
У с. Івківці народився керівник національно-визвольної війни 1768 р. Максим Залізняк. Про що свідчать народні перекази та рапорт курінного отамана В.Коржа від 2(14) липня 1768 р. У ньому зазначається, що «Щислясь при курене Тимошовском Родился Польской области села Ивковец Максим Залізняк». Коштом сільської громади в центрі села у 1993 р. було встановлено на цегляному постаменті погруддя М.Залізняка роботи І. М. Гончара.
До 1793 року, до другого поділу Речі Посполитої, території села відносились до польських володінь. Воно входило до Київського воєводства, Чигиринського староства. Населення відносилося до «старостинських посполитих», або «крулевщини». Іншими словами село належало польській казні й входило до старостинської економії. Це можна побачити на карті Речі Посполитої XVIII c. А. Яблоновского.
В XVII—XVIII ст. село знаходилося у порубіжні Речі Посполитої та Дикого степу. Село знаходилося на межі поміщицьких сіл Головківки та Медведівки. Козацькі традиції та кріпосної залежності сприяли швидкому кількісному і якісному розвиткові села.
У період між 1793 −1796 рр. с. Івківці, разом з Чигиринським повітом, входило до складу Херсонської губернії. У відомості за 20 січня 1796 р. у старостинському поселенні Івківці діяла Святопокровська дерев'яна однопрестольна церква. До неї сторонніх слобід приписаних небуло. При церкві було 55 дворів де проживали 189 чоловіків та 186 жінок. При церкві числилися такі особи духовного стану: священник Г. Карповський, 32 р., паламар та його брат Іван, що навчався грамоти та іконопису у Миколаївському монастирі.
У 1796 р. с. Івківці увійшло до складу реформованої Київської губернії у складі Чигиринського повіту.

### XIXст.
Із 1800 до 1804 рр., у період ліквідації Чигиринського повіту, с. Івківці входило, разом із рештою сіл повіту до складу Черкаського повіту.
До 1845 р казенні маєтки Чигиринщини, а разом із ними і с. Івківці перебували в орендному володінні Російських міністрів фінансів. За волосним поділом Чигиринського повіту с. Івківці, разом із селами Поселянівка, Мельники, Медведівка, Зам'ятниця, Думанці входило до складу Головківської волості.
У 1860 р. до першої дільниці судових слідчих Чигиринського повіту входило м. Івківці, де проживали 477 чоловіків та 479 жінок.
Станом на 1885 рік у колишньому власницькому селі Новоселецької волості мешкало 1100 осіб, налічувалось 269 дворових господарств, існували православна церква, школа та 2 постоялих будинки.
За переписом 1897 року кількість мешканців зросла до 1607 осіб (765 чоловічої статі та 842 — жіночої), з яких 1593 — православної віри.

### Початок XXст.

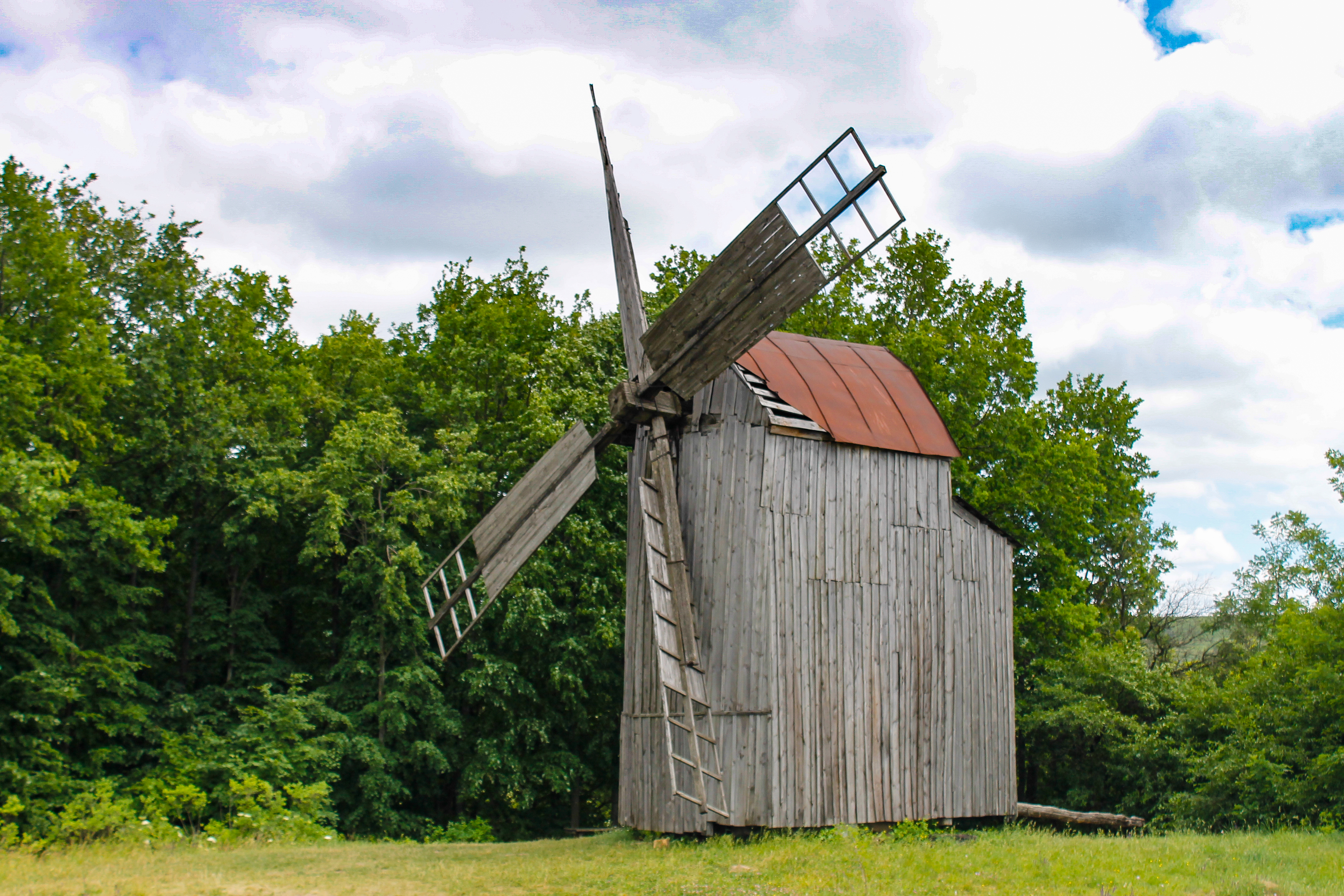
«Одинцівський» млин у с. Івківці

Станом на 1900 р. у с. Івківці було 350 дворів, де проживало 1848 осіб жителів обох статей. Із них чоловіків — 927, жінок — 921. Головним заняттям жителів села було хліборобство. Окрім того населення займалося гончарством, виготовленням простих селянських возів, деякі селяни відправлялися на заробітки до Херсонської, Таврійської і Катеринославської губерній та Кубанської області.
Землі у селі налічувалось 1325 десятин, із якої 42 десятини належали церкві.
У селі діяла православна церква, одна церковно-парафіяльна школа та 7 вітряних млинів. Мирський капітал на 1 січня 1900 р. сягав суми 130 руб., а продовольчий — 3139 руб. Млинарство було невід'ємною складовою життя села. У 1920-х рр. на території села діяли 26 вітряних млинів. До сьогодення зберігся один із них, столітній «Одинцівський» млин.
Станом на 1907 р. у селі діяла однокласна церковно-парафіяльна школа. В ній навчалися 101 учень різного віку. Із числа учнів троє отримали пільги ІІІ розряду з військової повинності. Учителькою була Надія Костянтинівна Горбань.
У період Визвольних змагань село входило до Чигиринської Радянської республіки суботівського отамана Свирида Коцура, а після розгрому цього формування — до складу Холодноярської Республіки.

#### Радянська окупація
Із початком радянської окупації на території села було зорганізовано сільську Раду, першим головою якої обрали П.Гарбуза.
На початок 1930-х рр. було утворено два колективні господарства ім. М.Горького та К.Ворошилова.
У 1934 р. було зруйновано дерев'яну парафіяльну церкву, із якої збудовано школу та частину будинку культури.
- Німецько-радянська війна

Із 2 серпня 1941 року село перебувало під німецькою окупацією. Жителі села активно брали участь у діяльності партизанського загону Петра Дубового. На фронтах війни 229 чоловіків поклали голови. 80 % втрат припало на останній рік війни.
Повернули село під контроль уряду СРСР військові 138 дивізії 7 січня 1944 року. У боях за село загинуло чотири бійці, тіла яких поховано у братській могилі у центрі села. 56 вояків, мобілізованих із с. Івківці, було нагороджено урядовими нагородами СРСР.
- Післявоєнні часи

Після застосування методики випаленої землі обома сторонами у німецько-радянській війні село було змушено відбудовувати колективні господарства заново. Першому повоєнному голові колгоспу ім. М. Горького Т. Г. Заїченко великими зусиллями доводилося відбудовувати колгоспні будівлі, виконувати плани здачі продукції.
У 1958 р. колгоспи було об'єднано в один ім. І. Мічуріна. У 1959 р. колективне господарство та сільську раду с. Івківці було об'єднано із колгоспом та сільрадою села Медведівка. З того часу село було віднесено до «неперспективних».[джерело?]
В 1990-91 роках у селі покладено асфальтове покриття на центральний шлях та замінено лінію електропостачання.[джерело?]

#### Доба Незалежності України
Восени 2008 року активісти Черкаської обласної громадської організації «Молодь за відродження села» (керівник — Назар Лавріненко), студенти Черкаського національного університету імені Богдана Хмельницького, жителі села, учні сусідньої Медведівської школи та працівники філіалу «Холодний Яр» Національного історико-культурного заповідника «Чигирин» організували низку акцій на відзначення славетних вихідців із Івківців, зокрема, на пагорбі біля вітряка, який влітку цього, 2008, року вдалося відновити, посадили «Сад пам'яті Максима Залізняка» (яблуні, черешні, груші, кизил та калина). Окрім саду, в Івківцях, в урочищі Семидубова гора, посадили ще й сім дубків.
Згідно з розпорядженням Кабінету Міністрів України від 12.06.2020 № 728-р включено до складу Медведівської сільської громади, до цього органом місцевого самоврядування була Медведівська сільська рада.
19 липня 2020 року, в результаті адміністративно-територіальної реформи та ліквідації Чигиринського району, село увійшло до складу Черкаського району.

## Соціальна сфера
Івківську загальноосвітню школу І-ІІ ступенів закрито у 2002 році. У селі діє відділення зв'язку та фельдшерсько-акушерський пункт. Будинок культури найбільший в районі. але останніми роками доведений до руйнації.[джерело?]

## Туристичні місця
Центральний шлях має асфальтне покриття, що сприяє розвитку зеленого туризму та туристичного маршруту «Батьківщиною Максима Залізняка».
У селі прекрасний пересічений ландшафт,[джерело?] збережено чимало будинків критих соломою,[джерело?] зберігся збудований до громадянської війни будинок священика та вітряк, збудований у 1906 р.
Діє етнографічний музей та просвітницько-розважальний комплекс «Зерноленд».

## Пам'ятки, визначні місця

### Пам'ятки природи
- Урочище Семидубова Гора

### Археологічні
- Селище перших століть н. е. в місцевості Дядченківка.
- Два кургани на схід від села над урочищем Різаний Яр (державні реєстраційні № 4266, 4267)[12].
- Селище черняхівської культури на північний схід від села (державний реєстраційний № 3534)[12].

### Архітектурні
- Вітряний млин «Одинцівський» 1906 року побудови.
- Будинок священника початку ХХ століття.

### Меморіали, пам'ятники
- Погруддя сомник Максима Залізняка в центрі села.
- Братська могила 4-х бійців 138 дивізії Червоної армії, які загинули 7 січня 1944 році в боях за село.

Обеліск Слави
Братська могила

## Відомі люди
Народились:
- Максим Залізняк — керівник гайдамацького національно-визвольного повстання (1768–1769 років), відомого під назвою Коліївщина, козацький отаман.
- Лавриненко Андрій Михайлович — Герой Соціалістичної Праці, директор радгоспу Нововаршавського району Омської області.
- Лавріненко Микола (Назарій) Олексійович — єпископ Виборгський, вікарій Санкт-Петербургської єпархії, намісник Олександро-Невської лаври.
- Лавріненко Назар Петрович - український історик, краєзнавець, кандидат історичних наук (2008), редактор.

## Публікації
- День. Лавріненко Н. П. «Вітряний млин „оживає“» № 192, середа, 7 листопада 2007;
- Голос України. Л.Титаренко «Столітній млин знов у строю» 10.06.08;
- Нова Доба. Я.Паливода «Незабаром на Чигиринщині запрацює вітряний млин» № 66 — 2007. — С.11;
- Я.Паливода «102 річний вітряк знову працює» № 50-51 — 2008. — С.3;
- Черкаський Край. Лавріненко Н. П. «Столітній велет може зникнути» 21 грудня 2005. — С.7;
- ПресЦентр. А.Кравець «Традиціям нації повертають крила» № 24 (151) від 11.06.2008 р;
- По-українськи. Н.Таванець «Олександр Одинець відновив вітряк діда» 19.06.2008.
- Лавріненко Н. Сторінками історії села.